# Cujo (film)
Cujo este un film de groază/thriller din 1983 bazat pe romanul omonim de Stephen King. Este regizat de Lewis Teague după un scenariu de Don Carlos Dunaway și Lauren Currier. Filmul a fost cotat pe locul #58 întocmit de canalul Bravo în lista celor mai înfricoșătoare 100 de filme (100 Scariest Movie Moments).

## Prezentare
Donna Trenton este o gospodină frustrată a cărei viață suferă o criză după ce soțul ei află despre aventura ei. Brett Camber este un băiat a cărui singură companie este un câine Saint-Bernard numit „Cujo” care, la un moment dat, urmărește un iepure până într-o vizuină este mușcat de un liliac turbat. În timp ce Vic, soțul Donnei este plecat cu afaceri, și se gândește la necazurile sale conjugale, Donna și fiul ei de 5-ani, Tad, îl iau pe Pinto la magazin cu mașina lui Brett Cambers, tatăl lui Tad. Autoturismul se strică, iar Cujo devine foarte, foarte bolnav...

## Actori
- Dee Wallace este Donna Trenton
- Danny Pintauro este Tad Trenton
- Daniel Hugh-Kelly este Vic Trenton
- Christopher Stone este Steve Kemp
- Ed Lauter este Joe Camber
- Kaiulani Lee este Charity Camber
- Billy Jacoby este Brett Camber
- Mills Watson este Gary Pervier
- Jerry Hardin este Masen
- Daddy este Cujo

## Primire
Filmul a fost clasificat pe locul 58 în topul 100 Scariest Movie Moments realizat de Bravo.